# Seminario (reunión)

Una instructora que analiza la participación de las mujeres en la Wikipedia Bengalí en un seminario en Daca en 2015

Un seminario es una junta especializada que tiene naturaleza técnica y académica, y cuyo objetivo es el de llevar a cabo un estudio profundo de determinadas cuestiones o asuntos, que cuyos tratamientos y desarrollo requiere, y se ve favorecido cuando se permite una interactividad importante entre los especialistas y los participantes. 
El número de horas de los mismos es variable. En «congresos» o «encuentros» pueden tener una duración de solamente dos o tres horas, pero existen seminarios más importantes con reuniones semanales,  que pueden llegar a durar uno o hasta dos años, principalmente en Instituciones de Educación Superior. Lo usual, es que un seminario se desarrolle en uno o varios días y en forma intensiva, en muchos casos durante un fin de semana.
Hay oportunidades en las que se limita el número de participantes, pero ello depende del tema a tratar, de las condiciones físicas para su desarrollo, del conocimiento de la materia que previamente se exija a los participantes, y de las preferencias del coordinador del mismo. Tratándose de un acto académico de actualización, en algunos casos se puede solicitar una cuota de inscripción para así recuperar gastos. Sin embargo, hay muchos disertantes que ofrecen participar en este tipo de reuniones como parte de su carga laboral usual, o como una simple forma de colaboración altruista hacia la sociedad. Las instituciones organizadoras pueden ser tanto comerciales como instituciones de bien público.

## Orígenes
Del lat. seminarius, ‘semillero, seminario’. Técnica de trabajo en grupo,
cuya finalidad es el estudio intensivo de un tema, en sesiones planificadas, usando fuentes autorizadas de información. Forma de trabajo intelectual que, propia del nivel medio superior de estudios, tiene por finalidad, en forma de "agrupamiento pequeño de alumnos", la investigación científica, el trabajo en equipo, la actividad y la participación. Es esencial en el seminario, la colaboración científica maestro-alumno, correspondiendo al maestro la dirección del proyecto de investigación. Se trata de una actividad o institución académica que tuvo su origen en la Universidad de Gotinga (Alemania) a fines del siglo XVIII: La inventaron los universitarios alemanes para sustituir la palabra cátedra y para demostrar que es posible unir la investigación y la docencia a fin de que mutuamente se complementen y así poder ayudar a la sociedad con los proyectos a realizar.

## Aprendizaje activo
El seminario es un grupo de aprendizaje activo, pues los participantes no reciben la información ya elaborada, como convencionalmente se hace, sino que la buscan, la indagan por sus propios medios en un ambiente de recíproca colaboración. Es una forma de docencia y de investigación al mismo tiempo. Se diferencia claramente de la clase magistral, en la cual la actividad se centra en la docencia-aprendizaje. En el seminario, el alumno sigue siendo «discípulo», pero empieza a ser él mismo profesor.
El cambio permanente  implica adaptaciones fundamentales en el sistema educativo, en cada nivel. Huber (2012) entiende «aprender» como proceso activo de construir su propio conocimiento con apoyo de profesores, que no presentan la materia de enseñanza, sino que aconsejan a sus estudiantes dónde y cómo se puede encontrar lo que quieren y tienen que aprender. Huber y Carnap (2012) definen el aprendizaje como un proceso activo, autorregulado, social, constructivo y situado. El conocimiento individual es, al menos en parte, una construcción personal y el contexto de aprender debe ofrecer oportunidades reales de experimentar lo que se debe adquirir. Asimismo presentan una herramienta resumida para medir la calidad de aprendizaje en términos de los criterios: 
El criterio de actividad:
Se fomenta el aprendizaje cuando los estudiantes pueden:
- Tomar la iniciativa para aspectos esenciales de su tarea (ej. participar en proporcionar una meta de aprendizaje).
- Tomar decisiones sobre el curso de su aprendizaje.
- Experimentar sus esfuerzos como importante para sí mismos.
- Buscar puntos alternativos de vista y modiﬁcar sus ideas, enfoques, estrategias, etc.

El criterio de autorregulación:
Autorregular sus propias actividades requiere como condiciones necesarias, que los y las estudiantes conozcan cómo: 
- Evaluar los procesos de trabajo e interacción en equipos.
- Autoevaluar los resultados y evaluarlos en equipos.
- Percibir, evaluar y realimentar el propio aprendizaje (por ejemplo «¡Perfecto!» o «¡La próxima vez tengo que considerar esto!».
- Tomar decisiones entre alternativas para la continuación.

El criterio de interacción dialógica:
El intercambio social tanto entre profesor y estudiantes, como entre los compañeros en equipos pequeños, es un elemento clave del aprendizaje activo. 
Esto requiere de los aprendices:
- Trabajar en equipos equitativamente y
- reﬂexionar sobre sus propios sentimientos, procesos y resultados.

Es importante implementar este aprendizaje en las aulas, así los estudiantes aprenden a no hacer las cosas tan obvias cuando se pretende explicar algún fenómeno y a aceptar explicaciones poco convencionales para lo que es su diario vivir.

## Aspectos prácticos
La ejecución de un seminario ejercita a los estudiante en el estudio personal y de equipo, los familiariza con medios de investigación y reflexión, y los ejercita en el método filosófico. El seminario es fundamentalmente una práctica. Por lo general, se establece que un seminario 
debe tener una duración mínima de dos horas y contar con, al menos, cincuenta participantes.